# Jared Polis
Pour les articles homonymes, voir Polis (homonymie).
Jared Polis (nom prononcé en anglais : /ˈpoʊlɪs/), né le 12 mai 1975 à Boulder (Colorado), est un homme d'affaires et homme politique américain, membre du Parti démocrate et gouverneur du Colorado depuis 2019.
Il est auparavant, à partir de 2009, élu à la Chambre des représentants des États-Unis du deuxième district congressionnel du Colorado. Candidat démocrate pour l'élection de 2018 au poste de gouverneur, il remporte le scrutin et entre en fonction le 8 janvier 2019. Il est le premier candidat ouvertement homosexuel à être élu gouverneur de l'histoire des États-Unis.

## Biographie
Jared Polis est le fils de Stephen Schutz et Susan Polis Schutz, entrepreneurs dans le domaine littéraire, fondateurs de la maison d'édition Blue Mountain Arts.

### Carrière professionnelle
En 1996, il devient directeur commercial de l'entreprise familiale Blue Mountain Arts et crée un site de cartes de vœux gratuites en ligne, BlueMountainArts.com, qu'il revend trois ans plus tard pour plusieurs centaines de millions de dollars. Il lance en 1998 ProFlowers.com, un site de vente de fleurs en ligne entre producteur et consommateur, qui devient Provide Commerce, Inc., une des start-up les plus prospères du pays. Au début des années 2000, il fonde Sonora Entertainment Group, une chaîne de cinémas pour un public hispanophone.
Grâce à ses activités, Jared Polis devient millionnaire à 23 ans. Depuis son élection, il est l'un des élus les plus riches du Congrès, avec une fortune estimée en 2012 à plus de 72 millions de dollars.

### Débuts en politique

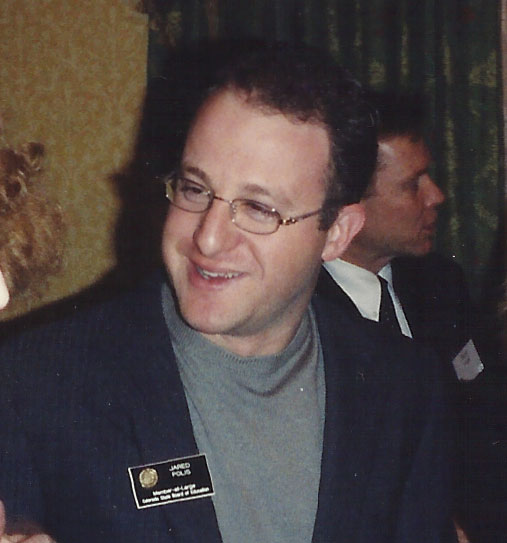
Jared Polis en 2002.

En novembre 2000, il est élu au conseil de l'éducation du Colorado (Colorado State Board of Education). Après un recompte, il ne devance son adversaire républicain Ben Alexander que de 90 voix sur un total de 1,6 million de suffrages exprimés.
En 2008, Jared Polis se présente à la Chambre des représentants des États-Unis dans le 2e district du Colorado, pour succéder à Mark Udall. Il utilise sa fortune personnelle pour financer sa campagne et la primaire démocrate à laquelle il participe devient la plus chère du pays. Il remporte la primaire devant Joan Fitz-Gerald, favori du parti local, et Will Shafroth, défenseur de l'environnement. Il devient alors le favori pour remporter le siège, acquis aux démocrates. Il est élu représentant en novembre 2008 en réunissant 62,3 % des suffrages. Il est par la suite toujours réélu avec des scores compris entre 55 et 58 % des suffrages : 57,4 % en 2010, 55,7 % en 2012, 56,7 % en 2014 et 56,6 % en 2016.

### Gouverneur du Colorado

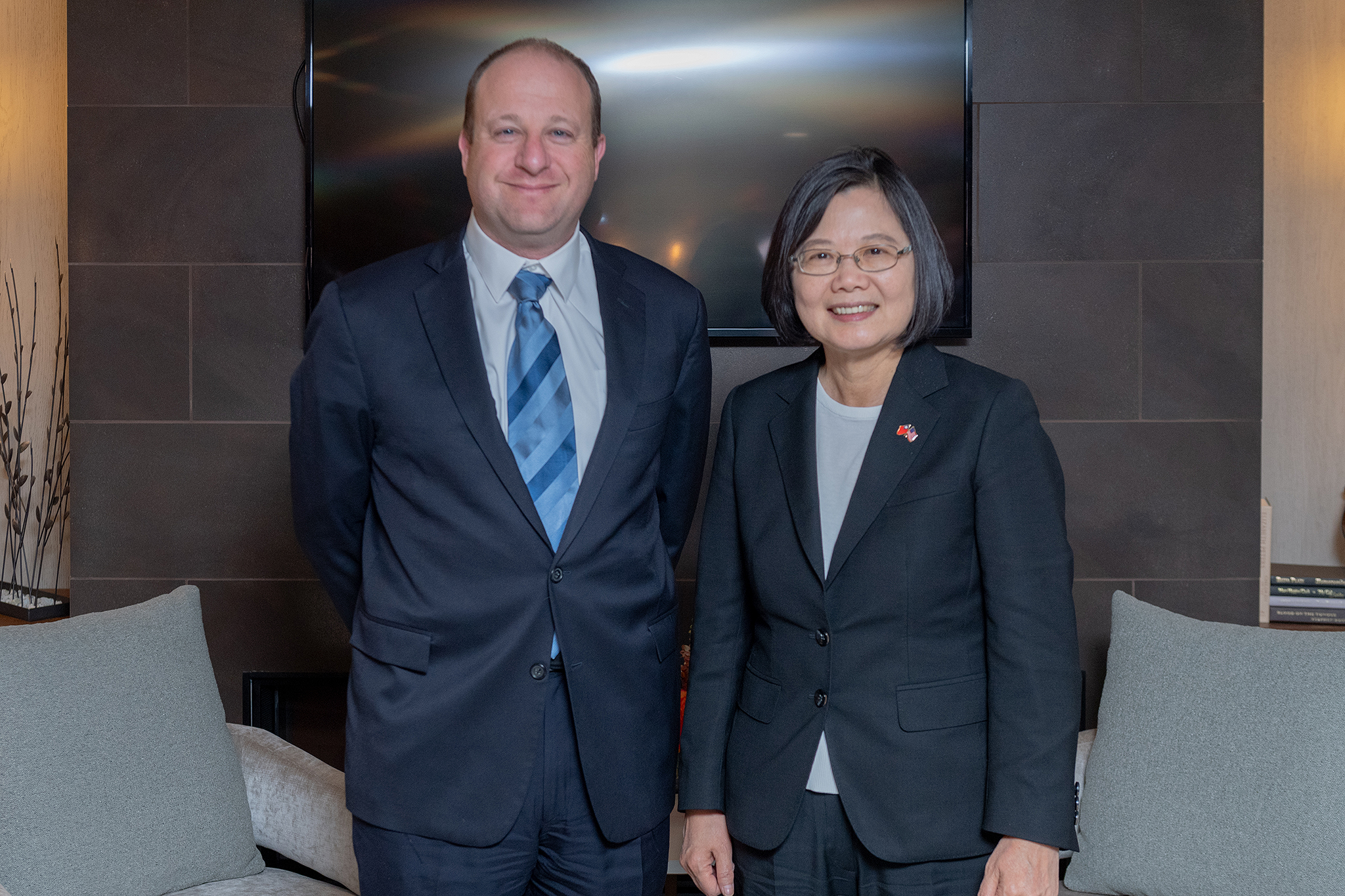
Jared Polis avec la présidente taïwanaise Tsai Ing-wen en 2019.

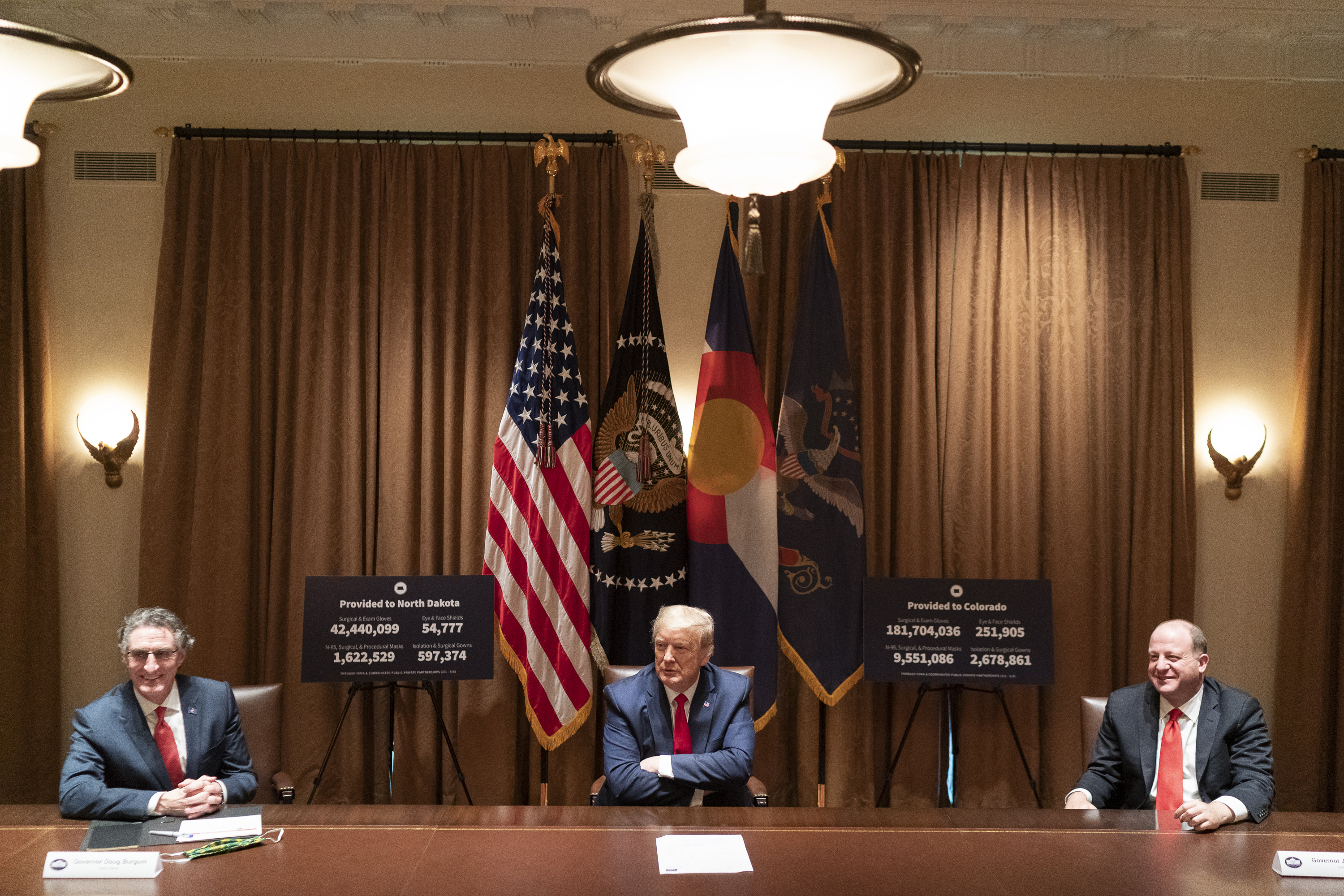
Jared Polis (à droite), aux côtés de Donald Trump et Doug Burgum à la Maison-Blanche en 2020.

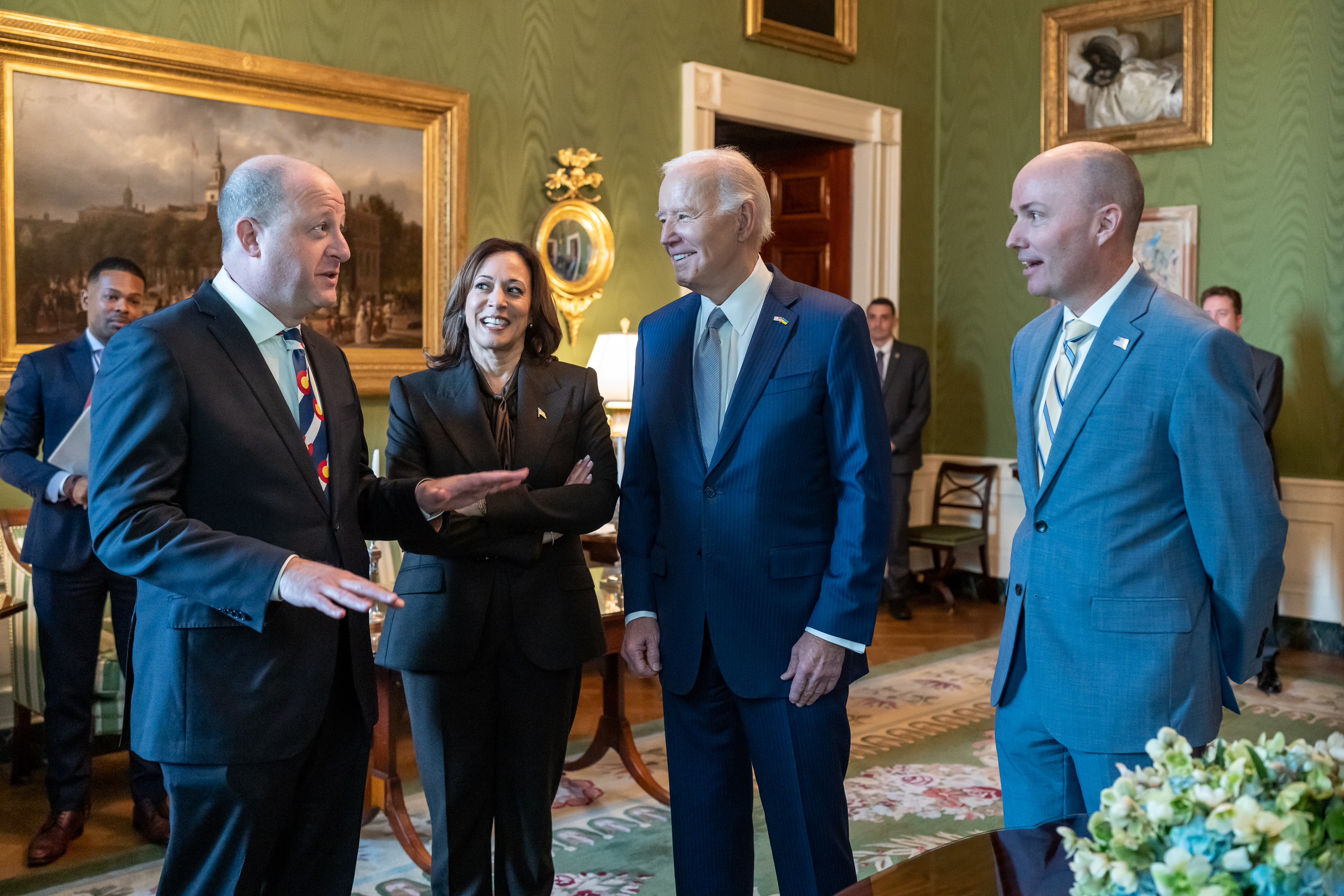
Jared Polis (à gauche) avec Joe Biden, Kamala Harris et Spencer Cox en 2024.

En juin 2017, Jared Polis annonce sa candidature au poste de gouverneur du Colorado en 2018. Il axe alors sa campagne sur trois thèmes : les énergies renouvelables, l'accès gratuit à l'école maternelle et l'extension des stock options aux employés. Il dépense environ onze millions de dollars de sa fortune personnelle et remporte la primaire démocrate avec plus de 44 % des suffrages. Espérant succéder au démocrate modéré sortant John Hickenlooper, il poursuit sa campagne pour orienter le Colorado plus à gauche face au trésorier républicain de l'État Walker Stapleton. En dépit des critiques de Stapleton, qui juge son programme inabordable et extrême, Jared Polis prend la tête des sondages.
Il est finalement élu avec plus de dix points d'avance sur le candidat républicain, réunissant 53,4 % des voix contre 42,8 % pour Stapleton, 2,8 % pour le candidat libertarien et 1 % pour un autre petit candidat. Il devient le premier homme ouvertement homosexuel à être élu gouverneur aux États-Unis et le premier gouverneur juif du Colorado. Le même jour, avec une participation historique, les démocrates remportent les trois autres postes constitutionnels de l'État (secrétaire d'État, trésorier et procureur général), prennent le contrôle du Sénat et accroissent leur majorité à la Chambre des représentants.

### Vie privée

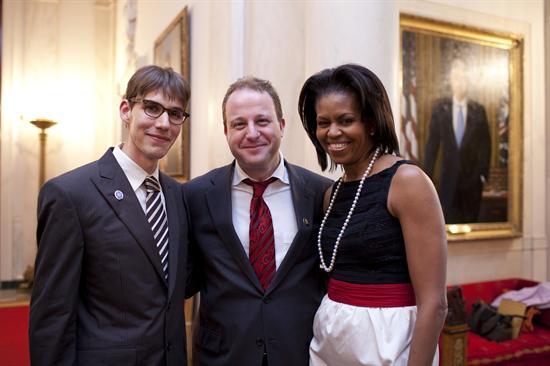
Jared Polis et Marlon Reis aux côtés de Michelle Obama.

Jared Polis est le premier représentant des États-Unis à être ouvertement homosexuel lors de son élection pour un premier mandat. D'autres représentants ouvertement homosexuels ont été élus avant lui, mais ils ne l'étaient pas au moment de leur première élection.
Jared Polis et son partenaire Marlon Reis ont deux enfants : Caspian Julius (né le 30 septembre 2011) et Cora Barucha (née le 4 juillet 2014),. Il devient alors le premier parent homosexuel du Congrès. Il est de religion juive. Il se marie avec Marlon Reis en 2021 dans une synagogue de Boulder.

## Positions politiques
Jared Polis est considéré par le site indépendant On the Issues comme un « progressiste à tendance libertarien ». Il s'est exprimé en faveur de la légalisation de la marijuana et d'une réforme de l'immigration. Il est également le premier représentant à accepter les dons en bitcoin.
Avant d'être élu à la Chambre des représentants, il dépense des centaines de milliers de dollars dans des initiatives pour réduire l'utilisation de la fracturation hydraulique au Colorado.